# Lacaze
 Lacaze  là một xã trong tỉnh Tarn thuộc vùng Occitanie ở miền nam nước Pháp. Xã này nằm ở khu vực có độ cao trung bình 450 mét trên mực nước biển.
Sông Dadou tạo thành một phần ranh giới phía bắc thị trấn. Xã nằm hai bên bờ sông Gijou.